# Fyffe
Fyffe és una població dels Estats Units a l'estat d'Alabama. Segons el cens del 2000 tenia 971 habitants.

## Demografia
Segons el cens del 2000, Fyffe tenia 971 habitants, 411 habitatges, i 286 famílies. La densitat de població era de 85,2 habitants/km².
Dels 411 habitatges en un 30,2% hi vivien nens de menys de 18 anys, en un 54,5% hi vivien parelles casades, en un 11,4% dones solteres, i en un 30,2% no eren unitats familiars. En el 28,7% dels habitatges hi vivien persones soles el 14,4% de les quals corresponia a persones de 65 anys o més que vivien soles. El nombre mitjà de persones vivint en cada habitatge era de 2,36 i el nombre mitjà de persones que vivien en cada família era de 2,84.
Per edats la població es repartia de la següent manera: un 23,9% tenia menys de 18 anys, un 8,3% entre 18 i 24, un 28,4% entre 25 i 44, un 22,1% de 45 a 60 i un 17,2% 65 anys o més.
L'edat mediana era de 37 anys. Per cada 100 dones hi havia 85 homes. Per cada 100 dones de 18 o més anys hi havia 85,7 homes.
La renda mediana per habitatge era de 30.298 $ i la renda mediana per família de 31.908 $. Els homes tenien una renda mediana de 30.385 $ mentre que les dones 18.636 $. La renda per capita de la població era de 13.713 $. Aproximadament el 13,7% de les famílies estaven per davall del llindar de pobresa.

## Poblacions properes
El següent diagrama mostra les poblacions més properes.